# High School Musical: La Selección (Argentina)
Disney High School Musical: La Selección (Argentina) foi um programa de televisão emitido no ano de 2007, que consistiu num casting realizado pela Disney e Canal 13, em parceria com a Movistar Música. Seu fim era escolher a um casal dentre os 20 participantes —10 homens e 10 mulheres—, que interprete os papéis protagónicos (originalmente, Troy Bolton e Gabriella Montez) na versão argentina do filme, para o qual deveram demonstrar suas aptidões como cantoras, bailarinos e atores. Agustina Vera e Fernando Dente foram os dois participantes eleitos para protagonizar a primeira adaptação de um filme Disney Channel na Argentia. High School Musical: El Desafio filmou-se durante o verão do 2008, com a direção de Jorge Nisco, e estreou-se em 17 de julho do 2008 em todos os cinemas argentinos, ficando como o segundo filme mais visto em sua semana de estreia no país. Antes da estréia, já contava com sua própria trilha sonora, lançada em 17 de junho de 2008. O filme em formato DVD lançou-se em 29 de outubro do mesmo ano de sua estréia. No Brasil, o filme estreou no HBO: Family no dia 16 de Julho de 2009 às 19:00 em versão dublada.

## As audições
As inscrições para participar do programa iniciaram-se em 19 de abril do 2007, sendo realizável unicamente através da Internet, e somente para jovens argentinos dentre 16 e 24 anos. No entanto, o total de inscritos conseguiu superar os 26.000 candidatos, o que se converteu num recorde histórico de convocação para um casting televisivo.
As audições iniciaram em 7 de maio e fizeram-se em várias etapas durante cinco semanas no Microestadio de Argentinos Juniors e no microcine de Disney, em Buenos Aires. Os aspirantes foram avaliados pelo produtor musical Afo Verde, o compositor Fernando López Rossi e o coreógrafo Ricky Pashkus, mais um grupo de colaboradores, todos profissionais do meio artístico.

## Os selecionados
Finalmente, o nome dos selecionados deu-se a conhecer em 8 de julho, durante uma transmissão especial conduzida por Adrián Suar (gerente de programação em Canal 13) e por Marcelo Tinelli (por Ideias do Sur). Ali convocou-se aos vinte selecionados mas sem que eles o soubessem, já que os condutores lhes disseram que seriam eleitos somente dez participantes. Mais tarde, como  surpresa, anunciaram que os vinte participantes estariam na Seleção.
Dos mais de 26.000 inscritos, estes são os vinte selecionados:
| Participante             | Idade   | Cidade de origem                                                             | Estado        | Obteve o papel de                |
| Fernando Dente           | 17 anos | Cidade de Buenos Airesligação=\|borda\|20x20px                               | Ganhador      | Troy Bolton                      |
| Agustina Vera            | 22 anos | BeccarPredefinição:Country data Provincia de Buenos Aires                    | Ganhadora     | Gabriella Montez                 |
| Delfina Peña             | 21 anos | Cidade de Buenos Airesligação=\|borda\|20x20px                               | Finalista     | Sharpay Evans                    |
| Walter Bruno             | 21 anos | Rafael CastilloPredefinição:Country data Provincia de Buenos Aires           | Finalista     | Ryan Evans                       |
| Sofía Agüero Petros      | 19 anos | Santiago do EsteroPredefinição:Country data Provincia de Santiago del Estero | Semifinalista | Kelsi Nielsen                    |
| Gastón Vietto            | 17 anos | A Riojaligação=\|borda\|20x20px                                              | Semifinalista | Zeke Baylor                      |
| Valeria Baroni           | 17 anos | Cidade de Buenos Airesligação=\|borda\|20x20px                               | Semifinalista | Taylor McKessie                  |
| Juan Alejandro Macedonio | 23 anos | Vicente LópezPredefinição:Country data Provincia de Buenos Aires             | Semifinalista | Chade Danforth                   |
| Marco Dimónaco           | 17 anos | PérezPredefinição:Country data Provincia de Santa Fe                         | 12º Eliminado |                                  |
| Juan Manuel Juárez       | 17 anos | SinoPredefinição:Country data Provincia de Buenos Aires                      | 11º Eliminado |                                  |
| María Clara Alonso       | 18 anos | RosarioPredefinição:Country data Provincia de Santa Fe                       | 10ª Eliminada | Equivalente a uma das Sharpettes |
| Sumi Justo               | 20 anos | Cidade de Buenos Airesligação=\|borda\|20x20px                               | 9ª Eliminada  |                                  |
| Esteban Vermelhas        | 18 anos | Cidade de Buenos Airesligação=\|borda\|20x20px                               | 8º Eliminado  |                                  |
| Victoria Got             | 18 anos | Cidade de Buenos Airesligação=\|borda\|20x20px                               | 7ª Eliminada  |                                  |
| Sophie Oliver Sánchez    | 19 anos | San FernandoPredefinição:Country data Provincia de Buenos Aires              | 6ª Eliminada  | Equivalente a uma das Sharpettes |
| Augusto Buccafusco       | 19 anos | Cidade de Buenos Airesligação=\|borda\|20x20px                               | 5º Eliminado  | Jason Cross                      |
| Ariel Leone              | 23 anos | San MartínPredefinição:Country data Provincia de Buenos Aires                | 4º Eliminado  |                                  |
| Brunella Margutti        | 21 anos | RosarioPredefinição:Country data Provincia de Santa Fe                       | 3ª Eliminada  |                                  |
| Ignacio Ocampo           | 17 anos | Cidade de Buenos Airesligação=\|borda\|20x20px                               | 2º Eliminado  |                                  |
| Paula Maustaglio         | 19 anos | Mar do PrataPredefinição:Country data Provincia de Buenos Aires              | 1ª Eliminada  |                                  |

1. ↑  Olivera, Lucila (8 de julho de 2007). «Esta noche: los elegidos». Clarín. Arte Gráfico Editorial Argentino. Consultado em 16 de dezembro de 2010
2. ↑  O

### Evolução dentro o programa
| Fernando    | 1ou | 1ou         | 1ou       | 1ou       | 1ou       | 1ou       | Campeão   |           |           |           |           |           |           |           |           |
| Agustina    | 1a  | 1a          | 1ou       | Campeã    |           |           |           |           |           |           |           |           |           |           |           |
| Delfina     | 1ou | Subcampeona |           |           |           |           |           |           |           |           |           |           |           |           |           |
| Walter      | 1ou | Subcampeón  |           |           |           |           |           |           |           |           |           |           |           |           |           |
| Sofía       | S   | R           | R         | R         | Finalista |           |           |           |           |           |           |           |           |           |           |
| Gastón      | 1a  | 1a          | R         | Finalista |           |           |           |           |           |           |           |           |           |           |           |
| Valeria     | 1ou | 1ou         | R         | Finalista |           |           |           |           |           |           |           |           |           |           |           |
| Juan        | 1ou | R           | Finalista |           |           |           |           |           |           |           |           |           |           |           |           |
| Clara       | R   | R           | R         | Expulsada | Expulsada |           |           |           |           |           |           |           |           |           |           |
| Ignacio     | R   | R           | R         | Expulsado | Expulsado | Expulsado |           |           |           |           |           |           |           |           |           |
| Juan Manuel | R   | R           | R         | S         | Expulsado | Expulsado | Expulsado | Expulsado |           |           |           |           |           |           |           |
| Marco       | R   | S           | Expulsado | Expulsado | Expulsado | Expulsado | Expulsado |           |           |           |           |           |           |           |           |
| Brunella    | R   | S           | R         | S         | S         | R         | Expulsada | Expulsada | Expulsada | Expulsada | Expulsada | Expulsada |           |           |           |
| Esteban     | S   | S           | S         | S         | R         | Expulsado | Expulsado | Expulsado | Expulsado | Expulsado | Expulsado | Expulsado |           |           |           |
| Victoria    | R   | Expulsada   | Expulsada | Expulsada | Expulsada | Expulsada | Expulsada | Expulsada | Expulsada |           |           |           |           |           |           |
| Paula       | R   | Expulsada   | Expulsada | Expulsada | Expulsada | Expulsada | Expulsada | Expulsada | Expulsada | Expulsada |           |           |           |           |           |
| Augusto     | R   | S           | Expulsado | Expulsado | Expulsado | Expulsado | Expulsado | Expulsado | Expulsado | Expulsado | Expulsado | Expulsado |           |           |           |
| Sophie      | R   | S           | Expulsada | Expulsada | Expulsada | Expulsada | Expulsada | Expulsada | Expulsada | Expulsada | Expulsada | Expulsada | Expulsada |           |           |
| Sumi        | S   | R           | Expulsada | Expulsada | Expulsada | Expulsada | Expulsada | Expulsada | Expulsada | Expulsada | Expulsada | Expulsada | Expulsada | Expulsada | Expulsada |
| Ariel       | R   | Expulsado   | Expulsado | Expulsado | Expulsado | Expulsado | Expulsado | Expulsado | Expulsado | Expulsado | Expulsado | Expulsado | Expulsado | Expulsado | Expulsado |

| Referências: | (1ou) Melhor média .Soma das notas da cada júri + nota escola. | (R) Em Recuperatorio .Quatro piores médias, e a partir do quinto concerto,os mais dois baixos de maneira directa. | (S) Em Recuperatorio, mas salvados pelo público. Cem pessoas, as localizadas na Plateia Alta do Microestadio, mediante uma botonera. |

## A escola
Durante a semana, entre show e show, os participantes tinham que assistir aulas na escola High School, montada especialmente para a ocasião no Microestadio de Argentinos Juniors. Ali cumpriam um horário e um calendário de classes de: Atuação, Canto, Danca, Expressão Corporal, e demais matérias. Os garotos não viveram ali.
O diretor da mesma era o compositor Fernando López Rossi, e os instrutores que tiveram o trabalho de aperfeiçoar aos garotos nas diferentes disciplinas eram: o coreógrafo Ricky Pashkus, Virginia Módica, Rodrigo Cristófaro, Verónica Garabello, Leandro Porta, Hernán Lado e Hernán Kuttel.
Os professores da escola, bem como o diretor, qualificavam a dedicação, conduta, atitude, pontualidade, rendimento, e esforço da cada aluno, atribuindo uma nota individual dentro da escola. A nota na escola era secreta, dava-se a conhecer ao termo de todas os concertos,  promediándose com a nota do júri ao final do show.

## Os concertos
Denominava-se O concerto em show semanal conduzido por Matías Martin, transmitido nos domingos no Canal 13 pára Argentina, e nas segundas-feiras por Disney Channel para todos os países do Cone Sur e Peru, onde os garotos cantavam em duetos ou de forma individual com o fim de demonstrar ao público seus avanços. Durante o show costumavam transmitir-se imagens do backstage, como assim também, provas de improvisação e atuação aos participantes.
O desempenho da cada participante foi avaliado por um júri, cujos membros eram: a cantora folclórica Solidad Pastorutti (ausente no primeiro concerto, cujo lugar foi desempenhado por Afo Verde), a condutora Laura Oliva, o professor tucumano de música Peter Macfarlane e a atriz Andrea do Boca (ausente no nono concerto, substituída por Diego Ramos).
Cada um jurada dava à cada concursante uma pontuação entre 1 e 10. No penúltimo concerto Solidad faltou e foi substituída por Jorge Nisco, que foi o diretor do filme. Ele também participou como jurado no último concerto.
Ao finalizar a cada concerto, descobria-se a pontuação final, expressado como a média da nota da escola com a nota do Júri.
Os participantes de menor pontuação passavam ao recuperatório, ainda que a metodologia foi variando ao longo das emissões:
- Durante o Primeiro concerto, os dois alunos com menor pontuação final foram eliminados em forma direta, enquanto as duas pontuações mais baixos consecutivos foram direto ao voto telefônico (o Recuperatório).

- A partir do Segundo concerto, introduziu-se a botonera, onde parte do público presente ao show, umas 100 pessoas, oficio de júri: através de uma botonera com 4 opções avaliou que duas dos quatro participantes com médias mais baixas mereciam seguir na escola. Os não eleitos foram enviados ao Recuperatório.

- E a partir do Quinto até o Décimo concerto, as duas médias mais baixos entraram no Recuperatório em forma direta.

## Canções dos concertos
1º concerto
(15 de julho)
| Aluno/s                                 | Canção                         | Artista                                                                                |
| Gastón Vietto e Sumi Justo              | «Start of Something New»       | Zac Efron, Drew Seeley e Vanessa Hudgens para a trilha corrente de High School Musical |
| Ariel Leone e Sophie Oliver Sánchez     | «Entra em mi vida»             | Sem Bandeira                                                                           |
| Fernando Dêem-te e Clara Alonso         | «All My Loving»                | The Beatles                                                                            |
| Walter Bruno e Valeria Baroni           | «Un mundo ideal»               | Demián Bichir e Analí para a trilha corrente em Hispanoamérica de Aladdín              |
| Marco Dimónaco e Brunella Margutti      | «Nada fue un error»            | Coti                                                                                   |
| Agustina Lado e Augusto Buccafusco      | «Flashdance... What a Feeling» | Irene Cara para a trilha corrente de Flashdance                                        |
| Paula Mastaglio e Nacho Ocampo          | «Eres tu»                      | Belanova para a trilha corrente em Hispanoamérica de High School Musical               |
| Juan Manuel Juárez e Victoria Got       | «Angels»                       | Robbie Williams                                                                        |
| Juan Macedonio e Delfina Peña           | «You're the One That I Want»   | John Travolta e Olivia Newton-John para a trilha corrente de Grease                    |
| Esteban Vermelhas e Sofía Agüero Petros | «Breaking Free»                | Zac Efron, Drew Seeley e Vanessa Hudgens para a trilha corrente de High School Musical |

2º concerto
(22 de julho)
| Aluno/s                                | Canção                                 | Artista |
| Brunella Margutti e Esteban Vermelhas  | «La tortura»                           | Shakira e Alejandro Sanz                                                                                     |
| Augusto Buccafusco e Valeria Baroni    | «I can't take my eyes off of you»      | Drew Seeley, Vanessa Hudgens, Ashley Tisdale e Lucas Grabeel e para a trilha corrente de High School Musical |
| Agustina Lado e Sumi Justo             | «Abriendo caminos»                     | Diego Torres e Juan Luis Guerra                                                                              |
| Gastón Vietto e Sophie Oliver Sánchez  | «Tu recuerdo»                          | Ricky Martin e Lamari                                                                                        |
| Juan Macedonio                         | «Será que no me amas»                  | Luis Miguel                                                                                                  |
| Clara Alonso e Ariel Leone             | «La bella y la bestia»                 | Rocío Banquells e Manuel Mijares para a trilha corrente em Hispanoamérica da bela e a besta                  |
| Fernando Dêem-te e Sofía Agüero Petros | «(I'vê Had) The Time of My Life»       | Bill Medley e Jennifer Warnes para a trilha corrente de Dirty Dancing                                        |
| Juan Manuel Juárez e Marco Dimónaco    | «Porque yo te amo»                     | Sandro |
| Walter Bruno e Delfina Peña            | «We Are the Champions»                 | Queen |
| Victoria Got                           | «When there was me and you» (espanhol) | Vanessa Hudgens para a trilha corrente de High School Musical                                                |

3º concerto
(29 de julho)
| Aluno/s                               | Canção                                    | Artista                                                                      |
| Ariel Leone e Clara Alonso            | «Carnaval toda la vida»                   | Os Fabulosos Cadillacs                                                       |
| Fernando Dêem-te                      | «La bilirrubina»                          | Juan Luis Guerra                                                             |
| Walter Bruno                          | «De música ligeira»                       | Soda Stereo                                                                  |
| Juan Macedonio e Sofía Agüero Petros  | «Tan enamorados»                          | Ricardo Montaner                                                             |
| Valeria Baroni                        | «Me voy»                                  | Julieta Venegas                                                              |
| Delfina Peña e Juan Manuel Juárez     | «Bop to the Top» (espanhol)               | Ashley Tisdale e Lucas Grabeel para a trilha corrente de High School Musical |
| Agustina Lado e Sophie Oliver Sánchez | «The Shoop Shoop Song (It's in His Kiss)» | Cher                                                                         |
| Victoria Got e Sumi Justo             | «Muero de amor por ti»                    | Bandana para a trilha corrente em Hispanoamérica de Lilo & Stitch            |
| Gastón Vietto e Esteban Vermelhas     | «Provócame»                               | Chayanne                                                                     |
| Augusto Buccafusco e Marco Dimónaco   | «A rodar»                                 | Fito Páez                                                                    |

4º concerto
(5 de agosto)
| Aluno/s                                | Canção                   | Artista                                        |
| Delfina Peña                           | «Dom't know why»         | Norah Jones                                    |
| Marco Dimónaco                         | «Push it to the limit»   | Corbin Bleu para a trilha corrente de Jump In! |
| Sofía Agüero Petros                    | «It must have been love» | Roxette                                        |
| Gastón Vietto                          | «Tren del cielo»         | Solidão Pastorutti                             |
| Augusto Buccafusco e Esteban Vermelhas | «Noviembre sin ti»       | Reik                                           |
| Juan Macedonio e Walter Bruno          | «Kilómetros»             | Sem Bandeira                                   |
| Fernando Dêem-te e Juan Manuel Juárez  | «Usted»                  | Diego Torres                                   |
| Agustina Lado e Victoria Got           | «Alba»                   | Diego Torres                                   |
| Valeria Baroni e Sumi Justo            | «Fame»                   | Irene Cara para a trilha corrente de Fame      |
| Sophie Oliver Sánchez e Clara Alonso   | «Ni Freud ni tu mamá»    | Belinda                                        |

5º concerto
(12 de agosto)
| Aluno/s                              | Canção                          | Artista                                    |
| Agustina Lado                        | «Inevitable»                    | Shakira                                    |
| Juan Macedonio                       | «No me arrepiento de este amor» | Attaque 77 (cover, tema original de Gilda) |
| Juan Manuel Juárez                   | «El día que me quieras»         | Luis Miguel                                |
| Sumi Justo                           | «Pero me acuerdo de ti»         | Christina Aguilera                         |
| Esteban Vermelhas                    | «Yo te voy a amar»              | NSYNC                                      |
| Clara Alonso e Sophie Oliver Sánchez | «Girls Just Want to Have Fun»   | Cyndi Lauper                               |
| Delfina Peña e Sofía Agüero Petros   | «I Say a Little Prayer»         | Aretha Franklin                            |
| Walter Bruno e Fernando Dêem-te      | «Corazón partío»                | Alejandro Sanz                             |
| Valeria Baroni e Victoria Got        | «Amor narcótico»                | Chichí Peralta                             |
| Gastón Vietto e Marco Dimónaco       | «Para no olvidar»               | Os Rodríguez                               |

6º concerto
(19 de agosto)
| Aluno/s                                | Canção                              | Artista                       |
| Sofía Agüero Petros                    | «Te está pasando lo mismo que a mí» | Marcela Morelo                |
| Fernando Dêem-te e Agustina Lado       | «Don»                               | Miranda!                      |
| Marco Dimónaco e Victoria Got          | «Somos novios»                      | Luis Miguel                   |
| Esteban Vermelhas e Juan Manuel Juárez | «Caraluna»                          | Bacilos                       |
| Clara Alonso                           | «Girlfriend»                        | Avril Lavigne                 |
| Gastón Vietto                          | «Me va a extrañar»                  | Ricardo Montaner              |
| Valeria Baroni                         | «Héroe»                             | Mariah Carey                  |
| Sumi Justo e Juan Macedonio            | «No me ames»                        | Jennifer Lopez e Marc Anthony |
| Delfina Peña                           | «Falsas esperanzas»                 | Christina Aguilera            |
| Walter Bruno                           | «Somebody to love»                  | Queen                         |

7º concerto
(26 de agosto)
| Aluno/s                                | Canção                               | Artista                                                             |
| Esteban Vermelhas e Juan Manuel Juárez | «She»                                | Elvis Costello                                                      |
| Gastón Vietto e Clara Alonso           | «11 e 6»                             | Fito Páez                                                           |
| Delfina Peña e Valeria Baroni          | «Cores no vento»                     | Gema Castaño para a trilha corrente em Hispanoamérica de Pocahontas |
| Sofía Agüero Petros                    | «Meu reflexo»                        | Christina Aguilera para a trilha corrente de Mulan                  |
| Walter Bruno                           | «Chovendo estrelas»                  | Cristian Castro                                                     |
| Fernando Dêem-te                       | «Getcha head in the game» (espanhol) | Drew Seeley para a trilha corrente de High School Musical           |
| Marco Dimónaco                         | «Imagina-me sem ti»                  | Luis Fonsi                                                          |
| Agustina Lado                          | «Mudo dor»                           | Natalia Oreiro                                                      |
| Sumi Justo                             | «Paisagem»                           | Gilda                                                               |
| Juan Macedonio                         | «Great balls of fire»                | Jerry Lê Lewis                                                      |

8º concerto
(2 de setembro)
| Aluno/s                            | Canção                                | Artista                                                                                      |
| Marco Dimónaco e Sumi Justo        | «Me puedes de punta a punta»          | Axel                                                                                         |
| Sofía Agüero petros e Walter Bruno | «Será, será (Las caderas no mienten)» | Shakira e Alejandro Sanz                                                                     |
| Agustina Lado e Valeria Baroni     | «Por mi camino iré»                   | Paulina Holguin para a trilha corrente em Hispanoamérica de High School Musical 2            |
| Delfina Peña                       | «Yo quiero un héroe»                  | Jennifer Saunders (cover, versão original de Bonnie Tyler) para a trilha corrente de Shrek 2 |
| Gastón Vietto                      | «Ven a bailar»                        | Yamana                                                                                       |
| Juan Macedonio                     | «Grace Kelly»                         | Mika                                                                                         |
| Fernando Dêem-te                   | «Pequeños sueños»                     | Árvore                                                                                       |
| Clara Alonso                       | «Music»                               | Madonna                                                                                      |
| Juan Manuel Juárez                 | «Crimen»                              | Gustavo Cerati                                                                               |

9º concerto
(9 de setembro)
| Aluno/s                              | Canção                      | Artista                                                                                           |
| Juan Manuel Juárez e Clara Alonso    | «Que no me pierda»          | Diego Torres                                                                                      |
| Walter Bruno e Agustina Lado         | «Eres la música en mí»      | Dani Martins e Valeria Gastaldi para a trilha corrente em Hispanoamérica de High School Musical 2 |
| Sofía Agüero Petros e Valeria Baroni | «Man! I Feel Like a Woman!» | Shania Twain                                                                                      |
| Marco Dimónaco                       | «Pégate»                    | Ricky Martin                                                                                      |
| Fernando Dêem-te                     | «Save Me»                   | Queen                                                                                             |
| Delfina Peña                         | «Ayer»                      | Celia Cruz                                                                                        |
| Juan Macedonio                       | «Algo contigo»              | Vicentico                                                                                         |
| Gastón Vietto                        | «Cachita»                   | Ricardo Montaner                                                                                  |

10º concerto
(16 de setembro)
| Aluno/s                            | Canção                                         | Artista                                                                    |
| Gastón Vietto e Juan Manuel Juárez | «Corazón espinado»                             | Santana                                                                    |
| Agustina Lado e Delfina Peña       | «My heart will go on»                          | Céline Dion para a trilha corrente de Titanic                              |
| Sofía Agüero Petros e Walter Bruno | «You Are the Music in Me (Reprise)» (espanhol) | Ashley Tisdale e Zac Efron para a trilha corrente de High School Musical 2 |
| Juan Macedonio e Fernando Dêem-te  | «Dame fuego»                                   | Sandro                                                                     |
| Marco Dimónaco                     | «Procura»                                      | Chichí Peralta                                                             |
| Valeria Baroni                     | «I Will Survive»                               | Glória Gaynor                                                              |
| Walter Bruno                       | «Lo dejaría todo»                              | Chayanne                                                                   |

11º concerto
(23 de setembro)
| Aluno/s                        | Canção                            | Artista          |
| Gastón Vietto e Marco Dimónaco | «Un vestido y un amor»            | Fito Páez        |
| Walter Bruno e Delfina Peña    | «Isn't She Lovely»                | Stevie Wonder    |
| Sofía Agüero Petros            | «Si tú no estás»                  | Rosana           |
| Juan Macedonio                 | «América»                         | Luis Miguel      |
| Fernando Dêem-te               | «Rock DJ»                         | Robbie Williams  |
| Agustina Lado                  | «Mary Poppins y el Deshollinador» | Fabiana Cantilo  |
| Valeria Baroni                 | «El sol no regresa»               | A Quinta Estação |

12º concerto
(30 de setembro)
| Aluno/s             | Canção                | Artista                  |
| Fernando Dêem-te    | «Help!»               | The Beatles              |
| Agustina Lado       | «Material Girl»       | Madonna                  |
| Juan Macedonio      | «Loco un poco»        | Turf                     |
| Sofía Agüero Petros | «La soledad»          | Laura Pausini            |
| Gastón Vietto       | «Corazón»             | Os Autênticos Decadentes |
| Valeria Baroni      | «Azúcar amargo»       | Fey                      |
| Walter Bruno        | «No es lo mismo»      | Alejandro Sanz           |
| Delfina Peña        | «Ni una sola palabra» | Paulina Loiro            |

13º concerto
(7 de outubro)
| Aluno/s                            | Canção                       | Artista                                                                     |
| Fernando Dêem-te                   | «Llueve sobre mojado»        | Fito Páez e Joaquín Sabina                                                  |
| Agustina Lado                      | «Sólo tus canciones»         | Daniela Ferreiro                                                            |
| Juan Macedonio                     | «No puedo más»               | Canção composta por Fernando López Rossi para HSM: a selecção               |
| Delfina Peña                       | «Yo quiero ser una estrella» | Canção composta por Fernando López Rossi para HSM: a selecção               |
| Gastón Vieto e Sofía Agüero Petros | «Everyday» (espanhol)        | Zac Efron e Vanessa Hudgens para a trilha corrente de High School Musical 2 |
| Valeria Baroni                     | «El universo sobre mí»       | Amaral                                                                      |
| Walter Bruno                       | «A puro dolor»               | Sem Bandeira                                                                |

14º concerto
(14 de outubro)
| Aluno/s                                    | Canção                       | Artista                                                                                |
| Gastón Vietto e Agustina Lado              | «Start of Something New»     | Zac Efron, Drew Seeley e Vanessa Hudgens para a trilha corrente de High School Musical |
| Delfina Peña e Juan Macedonio              | «Bop to the Top»             | Ashley Tisdale e Lucas Grabeel para a trilha corrente de High School Musical           |
| Fernando Dêem-te e Sofía Agüero Petros     | «Algunos sentimientos»       | Canção composta por Fernando López Rossi para HSM: la selección                        |
| Valeria Baroni«Yo quiero ser una estrella» | «Yo quiero ser una estrella» | Canção composta por Fernando López Rossi para HSM: la selección                        |
| Walter Bruno                               | «No puedo más»               | Canção composta por Fernando López Rossi para HSM: la selección                        |
| Todos os participantes de HSM: a selecção  | «What Time is It?»           | Elenco de High School Musical 2 para o filme                                           |

15º concerto
(21 de outubro)
| Aluno/s                                   | Canção                        | Artista                                                                                           |
| Juan Macedonio e Valeria Baroni           | «We Are the Champions»        | Queen                                                                                             |
| Delfina Peña                              | «Quiero ser una estrella»     | Canção composta por Fernando López Rossi para HSM: la selección                                   |
| Walter Bruno                              | «No puedo más»                | Canção composta por Fernando López Rossi para HSM: la selección                                   |
| Gastón Vietto e Agustina Lado             | «Algunos sentimientos»        | Canção composta por Fernando López Rossi para HSM: la selección                                   |
| Fernando Dêem-te e Sofía Agüero Petros    | «Breaking Free» (espanhol)    | Zac Efron, Drew Seeley e Vanessa Hudgens para a trilha corrente de High School Musical            |
| Todos os participantes de HSM: a selecção | «What Time is It?» (espanhol) | Elenco de High School Musical 2 para o filme                                                      |
| Fernando Dêem-te e Agustina Lado          | «Everyday» (espanhol)         | Zac Efron e Vanessa Hudgens para a trilha corrente de High School Musical 2                       |
| Gastón Vietto e Sofía Agüero Petros       | «Eres la música en mí»        | Dani Martins e Valeria Gastaldi para a trilha corrente em Hispanoamérica de High School Musical 2 |
| Todos os finalistas de HSM: a selecção    | «Nada termina»                | Canção composta por Fernando López Rossi para HSM: la selección                                   |

## Os finalistas
Desde o começo, High School Musical: La Selección definiu como objetivo principal procurar um casal protagonista para os papéis de Troy e Gabriella, durante o décimo concerto, se deu uma série de surpresas aos participantes que ficavam: o fim da eliminação do público através da votação telefônica, já que os oito eram Os finalistas do programa. Mas ademais, que a parte dos papéis de Gabriella e de Troy, também seriam eleitos dentre eles, os papéis de Ryan e Sharpay Evans.
É bem como nos dois concertos seguintes, à cada garoto atribuiu-se-lhe um papel (dois por papel), nos que deveram personificar-se para demonstrar sua aptidões. A decisão sobre as atribuições dos papéis e a eleição sobre o aluno que desempenhá-lo-ia, recaiu no Júri, os Professores da escola e nos Produtores do filme.
- durante o duodécimo concerto atribuíram-se: Sofía Agüero Petros para o papel de Gabriella,  Gastón Vietto para o de Troy, Delfina Peña para o de Sharpay e Juan Macedonio para o de Ryan.
- durante o seguinte concerto, definiram-se as atribuições de: Agustina Lado para o papel de Gabriella, Fernando Dente para o de Troy, Valeria Baroni para o de Sharpay e Walter Bruno para o de Ryan.

O resultado da concorrência pelos papéis co-protagonistas deu-se a conhecer, depois de uma definição fechada, no Penúltimo concerto: Sharpay Evans será protagonizada na versão argentina do filme por Delfina Peña,
enquanto Ryan Evans será interpretado por Walter Bruno.
Os papéis protogínicos, em mudança, deram-se a conhecer ao termo da final: Agustina Lado e Fernando Dente foram os dois participantes de High School Musical, A Selecção eleitos para protagonizar a versão argentina do exitoso filme. O jovem casal dará vida a Gabriella Montez e Troy Bolton no filme que filmar-se-á durante este ano.

## Actuar, bailar, cantar
O 27 de agosto começaram, nos estudos do Santito, as gravações do primeiro CD de High School Musical: La selección - Actuar, bailar, cantar. O CD é uma produção de Pablo Durand e os coros estiveram a cargo de Virginia Módica, coach de canto do programa.
O disco foi lançado oficialmente na quarta-feira 12 de setembro, sobe o selo discográfico Sony BMG, e a menos de três dias de seu lançamento, atingiu em Argentina a certificação de Disco de Ouro e o 2° posto em vendas a nível nacional.
Os temas do disco foram interpretados pelos 20 participantes do programa, e são um compilado de suas melhores interpretações durante as galas, mais os dois temas escritos por Fernando López Rossi, diretor da escola e do repertório do disco: «Actuar, dançar, cantar» e «Nada termina».

### Lista de canções
| #  | Nome                                    | Compositor                          | Cantam                                | Duração |
| -- | --------------------------------------- | ----------------------------------- | ------------------------------------- | ------- |
| 1  | Actuar, Bailar, Cantar                  | Fernando López Rossi                | HSM La Selección                      | 2:42    |
| 2  | Unidos                                  | Matthew Gerrad - Robbie Nevil       | HSM La Selección                      | 3:48    |
| 3  | Flashdance... What a feeling            | Irene Caro - K. Forsey - G. Moroder | Agustina Vera y Augusto Buccafusco    | 2:24    |
| 4  | Fame                                    | Michael Gore - Dean Pitchford       | Valeria Baroni e Sumi Justo           | 3:08    |
| 5  | I say a little prayer                   | Burt Bacharach - Hal David          | Delfina Peña e Sofía Agüero Petros    | 3:01    |
| 6  | The Shoop Shoop Song (It's in His Kiss) | Rudy Clack                          | Agustina Vera y Sophie Oliver Sánchez | 2:27    |
| 7  | La Bella y La Bestia                    | Howard Ashman - Alan Menken         | María Clara Alonso e Ariel Leone      | 2:59    |
| 8  | Bop to the Top                          | Randy Peterson                      | Delfina Peña e O Juan Manuel Juárez   | 1:48    |
| 9  | A bilirrubina                           | Juan Luis Guerra                    | Fernando Dente                        | 2:50    |
| 10 | Me va a extrañar                        | Ricardo Montaner                    | Gastón Vietto                         | 2:49    |
| 11 | Corazón Partío                          | Alejandro Sanz                      | Walter Bruno e Fernando Dente         | 3:03    |
| 12 | La tortura                              | Luis F. Ochoa - Shakira - A. Sanz   | Brunella Margutti e Esteban Vermelhas | 2:26    |
| 13 | Eres tú                                 | A. Dodd - A. Watts                  | Nacho Ocampo e Paula Mustaglio        | 2:01    |
| 14 | Por que yo te amo                       | Oscar Anderle - Sandro              | Marco Dimónaco e O Juan Manuel Juárez | 2:48    |
| 15 | No me arrepiento de este amor           | Myrian A. Bianchi                   | Juan Macedonio                        | 2:29    |
| 16 | When There Was Me and You (em espanhol) | Jamie Huston                        | Victoria Got                          | 2:23    |
| 17 | Nada Termina                            | Fernando López Rossi                | Solidad Pastorutti (júri do programa) | 2:57    |
| 18 | Actuar, Cantar, Bailar (Versión corta)  | Fernando López Rossi                | HSM La Selección                      | 1:40    |

## O grupo musical
Durante o décimo terceiro concerto, os oito finalistas de High School Musical: La Selección inteiraram-se que formariam uma banda musical. Desde o programa promoveu-se um concurso para que o público decidisse o nome da banda, tendo como prêmio maior uma viagem para duas pessoas a qualquer dos Parques de Disney no mundo. No entanto, os prazos estabelecidos não foram respeitados e o concurso finalizou sem a eleição de um nome e sem ganhadores. É assim, como a banda começou a se chamar simplesmente como High School Musical: La Selección - En Gira.

### Sueños
O 22 de outubro de 2007 começaram as gravações do primeiro disco da banda e o segundo do ciclo, Sueños. Ao igual que o anterior, se trata de uma produção de Pablo Durand que leva o selo discográfico de Sony BMG.
Inclui temas originais de High School Musical em espanhol, como You Are The Music In Me, What Time Is It? e All For One; canções inéditas, compostas por Fernando López Rossi especialmente para a versão argentina do filme que se deram a conhecer durante o programa, entre elas o corte de difusão Algunos Sentimientos,  Yo Quiero Ser Una Estrella e No Puedo Más, além de novas versões de Actuar, Bailar, Cantar e o tema Ever, Ever After do filme de Disney Enchanted (Encantada), cantado por Delfina Peña.
O disco foi apresentado através de uma gira nacional da banda que culminou no mês de dezembro no Teatro Opera, de Buenos Aires. A dois dias de seu lançamento, o CD atingiu em Argentina o Posto #1 em vendas a nível nacional.

#### Lista de canções
| #  | Nome                                           | Cantam                                      | Duração |
| -- | ---------------------------------------------- | ------------------------------------------- | ------- |
| 1  | Yo quiero ser una estrella                     | Delfina                                     | 2:20    |
| 2  | Algunos sentimientos                           | Agustina e Fernando                         | 3:14    |
| 3  | ¿Que viene aquí? (What Time Is It?)            | HSM:La Selección En Gira                    | 3:20    |
| 4  | No puedo más                                   | Walter                                      | 3:15    |
| 5  | Yo llevo un amor                               | Agustina, Sofía e Valeria                   | 3:04    |
| 6  | Si se lo contás                                | Juan, Walter, Gastón, Sofía, Delfina e Vale | 3:14    |
| 7  | Eres la Música en Mí (You Are The Music In Me) | Valeria e Gastón                            | 3:26    |
| 8  | La Canción Que Yo Te Quiero Regalar            | Valeria e Sofía                             | 3:17    |
| 9  | Nunca Es Tarde Para Mí                         | Gastón                                      | 3:37    |
| 10 | Todos Para Uno (All For One)                   | HSM:La Selección En Gira                    | 4:11    |
| 11 | Algo Empieza a Cambiar                         | HSM:La Selección En Gira                    | 2:51    |
| 12 | Tu sueño                                       | HSM:La Selección En Gira                    | 2:53    |
| 13 | Actuar, Bailar, Cantar (versión acústica)      | HSM:La Selección En Gira                    | 2:11    |
| 14 | Actuar, Bailar, Cantar (versión rápida)        | HSM:La Selección En Gira                    | 1:43    |
| 15 | Para Siempre (Ever, Ever After)                | Delfina                                     | 3:36    |

### DVD promocional Movistar
A companhia de telefones móveis Movistar, lançou também um DVD de carácter promocional de High School Musical, A Selecção, como de presente com alguns de seus telefones. Leste incluía as versões em espanhol de You are the music in me, All For One e What time is it?, as canções da versão argentina, Alguns sentimentos, Quero ser uma estrela e Não posso mais e o tema de abertura do programa de Actuar, Dançar, Cantar em sua versão original. Ademais, continha videos com as melhores actuações dos integrantes do grupo musical no programa: Que vem aqui?, o dance-along de Actuar, Dançar, Cantar com Carolina Ibarra, condutora do Zapping Zone, bem como o video da canção, a visita de Gerardo de Movistar à escola e alguns ensaios.

## Ligações externaa
- Página em DisneyLatino
- Site de Canal 13 e Ideias do Sur
- Notas dos alunos
- Resúmenes de todos os concertos